# Acalypha adenostachya
Acalypha adenostachya es una especie de planta perteneciente a la familia Euphorbiaceae. Es endémica de México. 

## Descripción
Es una hierba que alcanza un tamaño de 50 cm a 1 m de altura, con numerosos tallos. Las hojas son anchas en la base, alargadas y puntiagudas, con pelos cortos en ambas caras y aserradas en los bordes. Sus flores son de color blanco y pequeñas y están en racimos. Los frutos son cápsulas velludas.

## Distribución y hábitat
Es originaria de México, donde se encuentra en climas semicálidos, semisecos y templados entre los 400 y los 2000 metros, asociada a vegetación perturbada de matorral xerófilo, pastizal, bosques de encino y de pino.

## Propiedades
Su uso más común es para facilitar el trabajo del parto, mediante la administración de un cocimiento elaborado con la parte aérea y las hojas de tlatlaxcometl; dosificado a razón de dos o tres tazas de éste cuando se sienten los dolores del parto, además de dos o tres tazas de chocolate caliente. Es también utilizada en cáncer de la boca, del estómago, de los intestinos y de la piel, así como en dolores de estómago.
Por otro lado, se recomienda aplicar en duchas vaginales la infusión de la planta para el cáncer en la mujer; en caso de granos infectados, se prepara una cocción, con el líquido resultante se lava la parte afectada y las hojas cocidas se aplican machacadas sobre los granos. Es también utilizada en casos de dolor de estómago, postemas y úlceras.

## Taxonomía
Acalypha adenostachya fue descrita por  Johannes Müller Argoviensis y publicado en Linnaea 34: 21. 1865.
Etimología
Acalypha: nombre genérico que deriva del griego antiguo akalephes = ("ortiga"), en referencia a que sus hojas son semejantes a ortigas.
adenostachya: epíteto latíno 
Sinonimia
- Ricinocarpus adenostachyus (Müll.Arg.) Kuntze	[4]